# ダイアナ・スカーウィッド
ダイアナ・スカーウィッド（Diana Scarwid, 1955年8月27日 - ）は、アメリカ合衆国の女優。第53回アカデミー賞で助演女優賞にノミネートされた。

## 経歴
ジョージア州サバンナ出身。17歳のとき、女優を目指してニューヨークに移り住む。ペース大学とアメリカ演劇アカデミーを同時に卒業、ともに優等成績で修了した。その後はジョージア大学演劇研究会、ナショナル・シェークスピア・コンサーヴァトリー（en:National Shakespeare Conservatory）、バーバンク・スタジオ映画俳優研究会で女優活動をしている。1977年には医師のエリック・シェインバートと結婚しており、現在は2人の子供に恵まれている。
映画への出演は1978年のルイ・マル監督『プリティ・ベビー』でデビュー。1980年の『サンフランシスコ物語』ではジョン・サヴェージの相手役をつとめてアカデミー賞助演女優賞ノミネートの名誉に浴した一方、『愛と憎しみの伝説』でハリウッドの伝説的女優ジョーン・クロフォード（フェイ・ダナウェイ）から虐待を受ける養女クリスティーナ役を演じてラジー賞助演女優賞を受賞した。近年においてはハリソン・フォード主演『ホワット・ライズ・ビニース』、マコーレー・カルキン主演『パーティ★モンスター』などに出演した。
テレビへの出演も数多くこなしており、1995年のテレビ映画『プレジデント・トルーマン』でエミー賞ノミネートを受けている。また、テレビドラマ『プリズン・ブレイク』、『LOST』でも数話にわたってゲスト出演している。

## 主な出演作品

### 映画
| 公開年 | 邦題 原題                                                                        | 役名                       | 備考                    |
| ------ | -------------------------------------------------------------------------------- | -------------------------- | ----------------------- |
| 1977   | ブルー・ファイア The Possessed                                                   | レーン                     | テレビ映画              |
| 1978   | 青春 Forever                                                                     | シビル・デイヴィソン       | テレビ映画              |
| 1978   | プリティ・ベビー Pretty Baby                                                     | フリーダ                   |                         |
| 1980   | ガイアナ人民寺院の惨劇 Guyana Tragedy: The Story of Jim Jones                    | テレビ映画                 | テレビ映画              |
| 1980   | 忍冬(すいかずら)の花のように Honeysuckle Rose                                    | ジャンヌ                   |                         |
| 1980   | サンフランシスコ物語 Inside Moves                                                | ルイーズ                   |                         |
| 1981   | 愛と憎しみの伝説 Mommie Dearest                                                  | クリスティン・クロフォード | ラジー賞助演女優賞 受賞 |
| 1983   | ストレンジ・インベーダーズ Strange Invaders                                      | マーガレット               |                         |
| 1983   | ランブルフィッシュ Rumble Fish                                                   | カサンドラ                 |                         |
| 1983   | シルクウッド Silkwood                                                            | アンジェラ                 |                         |
| 1986   | 危険な誘惑 The Ladies Club                                                       | ルーシー・ブリッカー       |                         |
| 1986   | サイコ3/怨霊の囁き Psycho III                                                    | モーリーン                 |                         |
| 1986   | ファラ・フォーセット/レイプ・殺意のエンジェル Extremities                        | テリー                     |                         |
| 1986   | ビッグ・ヒート Heat                                                              | キャシー                   |                         |
| 1989   | ブレンダ・スター Brenda Starr                                                    | リップス                   |                         |
| 1995   | マイ・フレンド・フォーエバー The Cure                                            | ゲイル                     |                         |
| 1995   | ネオン・バイブル The Neon Bible                                                  | サラ                       |                         |
| 1995   | プレジデント・トルーマン Truman                                                  | ベス・トルーマン           | テレビ映画              |
| 1995   | ゴールド・ディガーズ/伝説の秘宝を追え! Gold Diggers: The Secret of Bear Mountain | リネッテ                   |                         |
| 1996   | 冷たい一瞬(とき)を抱いて Bastard Out of Carolina                                 | Aunt Raylene               |                         |
| 1996   | スリーウイメン/この壁が話せたら If These Walls Could Talk                        | マーシア                   | テレビ映画              |
| 1996   | 危険な選択 Critical Choices                                                      | ダイアナ                   | テレビ映画              |
| 1996   | ペンシルバニア通りの天使たち The Angel of Pennsylvania Avenue                    | アニー                     |                         |
| 2000   | ダーティ・ピクチャー 禁断の写真 Dirty Pictures                                   | ダイアン・バリー           | テレビ映画              |
| 2000   | ホワット・ライズ・ビニース What Lies Beneath                                     | ジョディ                   |                         |
| 2003   | オトコのキモチ♂ A Guy Thing                                                      | サンドラ                   |                         |
| 2003   | パーティ★モンスター Party Monster                                                | エルク                     |                         |
| 2004   | 二重誘拐 The Clearing                                                            | エヴァ・フィンチ           |                         |
| 2011   | アナザー・ハッピー・デイ ふぞろいな家族たち Another Happy Day                    | ドナ                       |                         |

### テレビシリーズ
| 放映年    | 邦題 原題                                                        | 役名                     | 備考         |
| --------- | ---------------------------------------------------------------- | ------------------------ | ------------ |
| 1979      | 愛と哀しみの樹/スタッズ・ロニガン物語 Studs Lonigan              | キャサリン・バナハン     | ミニシリーズ |
| 1998      | フロム・ジ・アース ［人類、月に立つ］ From the Earth to the Moon | ジョーン                 | ミニシリーズ |
| 2001      | ロー&オーダー Law & Order                                        | リサ・ルッソ             | 1エピソード  |
| 2003      | LAW & ORDER:性犯罪特捜班 Law & Order: Special Victims Unit       | ジャッキー・マッデン     | 1エピソード  |
| 2004      | Wonderfalls                                                      | カレン・テイラー         | 13エピソード |
| 2006      | プリズン・ブレイク Prison Break                                  | ジャネット・オーウェンズ | 3エピソード  |
| 2007      | LOST Lost                                                        | イザベル                 | 2エピソード  |
| 2008      | コールドケース Cold Case                                         | Rayanne Leland           | 1エピソード  |
| 2008-2009 | プッシング・デイジー 恋するパイメーカー Pushing Daisies          | Mother Superior          | 4エピソード  |
| 2009      | HEROES/ヒーローズ Heroes                                         | アリス・ショー           | 1エピソード  |
| 2009      | クリミナル・マインド FBI行動分析課 Criminal Minds                | ジェーン                 | 1エピソード  |